# Johanne Schmidt-Nielsen

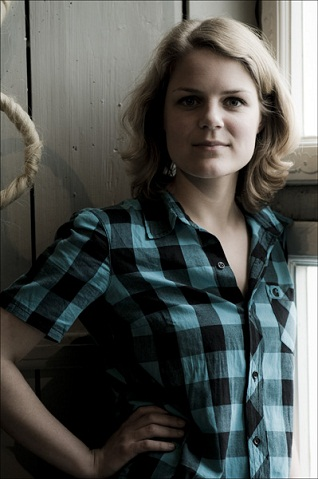
Johanne Schmidt-Nielsen

Johanne Schmidt-Nielsen, född 22 februari 1984 i Odense, är en dansk politiker. Hon valdes in i Folketinget 2007 och företrädde partiet Enhedslisten.
Schmidt-Nielsen har studerat samhällsvetenskap vid Roskilde Universitet och tog en kandidatexamen 2007. Schmidt-Nielsen är sedan april 2019 generalsekreterare för Rädda Barnen i Danmark.